# 1995 YJ3
1995 YJ3 är en asteroid i huvudbältet som upptäcktes den 27 december 1995 av den japanska astronomen Takao Kobayashi vid Ōizumi-observatoriet.
Asteroiden har en diameter på ungefär 4 kilometer och den tillhör asteroidgruppen Nysa.